# Eoceratops
Eoceratops là một chi khủng long ceratopsia gồm một loài duy nhất Eoceratops canadensis (ban đầu được phân loại như Ceratops canadensis). Nó là một Chasmosaurinae sống vào thời kỳ Creta muộn tại nơi ngày nay là miền tây Canada.